# Васильківське (селище)
Васильківське — селище в Україні, Синельниківському районі Дніпропетровської області. Входить до складу Миколаївської сільської громади. Населення становить 1112 осіб.

## Географія
Селище Васильківське знаходиться в балці Велика Суха по якій протікає пересихаючий струмок з загатами. На відстані 1,5 км розташовані села Запоріжжя і Кунінова. На відстані 5 км розташовані села Русакове і Сидоренко. Через селище проходить автомобільна дорога Т 0431.

## Історія
- Селище Васильківське засноване в 1936 році.
- До 2017 року орган місцевого самоврядування — Васильківська сільська рада.
- 12 червня 2020 року, відповідно до розпорядження Кабінету Міністрів України № 709-р від «Про визначення адміністративних центрів та затвердження територій територіальних громад Дніпропетровської області», увійшло до складу Миколаївської сільської громади[1].
- 19 липня 2020 року, в результаті адміністративно-територіальної реформи та ліквідації  Петропавлівського району, село увійшло до складу новоутвореного Синельниківського району[2].

## Населення

### Мова
Розподіл населення за рідною мовою за даними перепису 2001 року:
| Мова            | Кількість | Відсоток |
| --------------- | --------- | -------- |
| українська      | 1002      | 90.11%   |
| російська       | 102       | 9.17%    |
| білоруська      | 1         | 0.09%    |
| румунська       | 1         | 0.09%    |
| інші/не вказали | 6         | 0.54%    |
| Усього          | 1112      | 100%     |

## Об'єкти соціальної сфери
- Школа загальноосвітня І-ІІІ ступенів
- Дитячий садочок
- Будинок культури
- Бібліотека